# ایستگاه نیسدن
ایستگاه نیسدن
یک ایستگاه از خط بیکرلو و از خطوط متروی لندن است.که در منطقه نیسدن قرار دارد و در ۲ اوت ۱۸۸۰ افتتاح شده‌است.

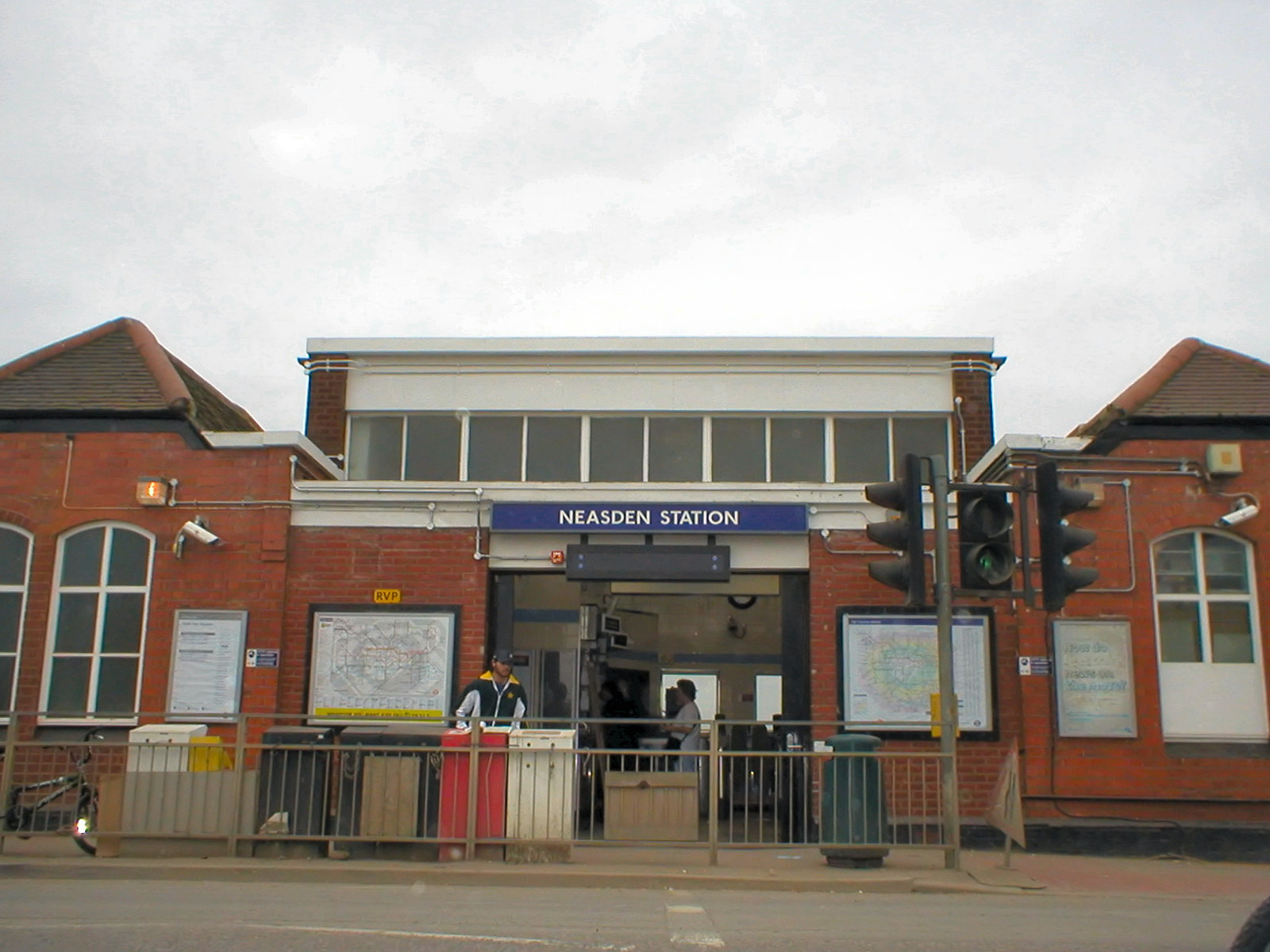
نیسدن

## نگارخانه

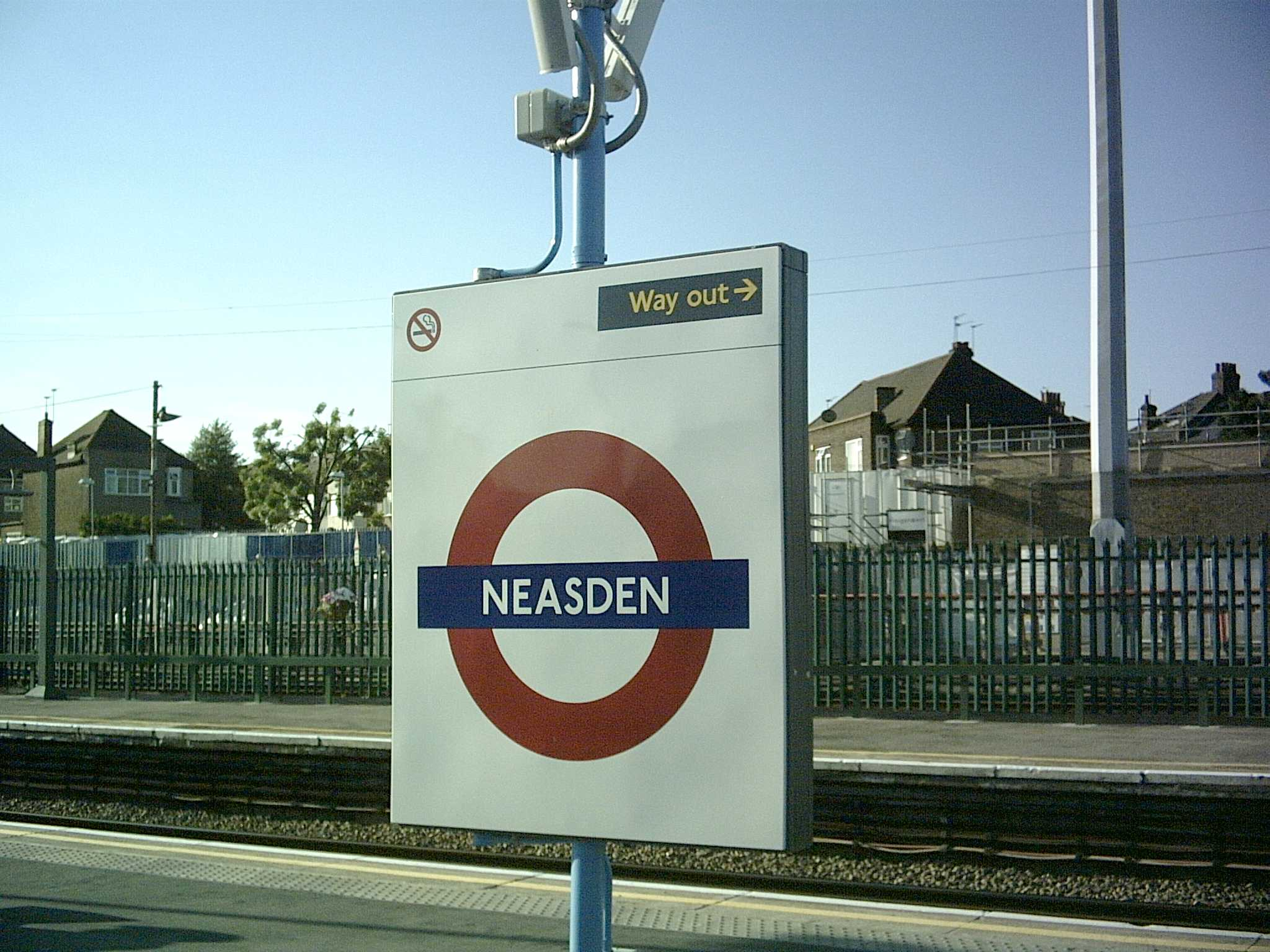
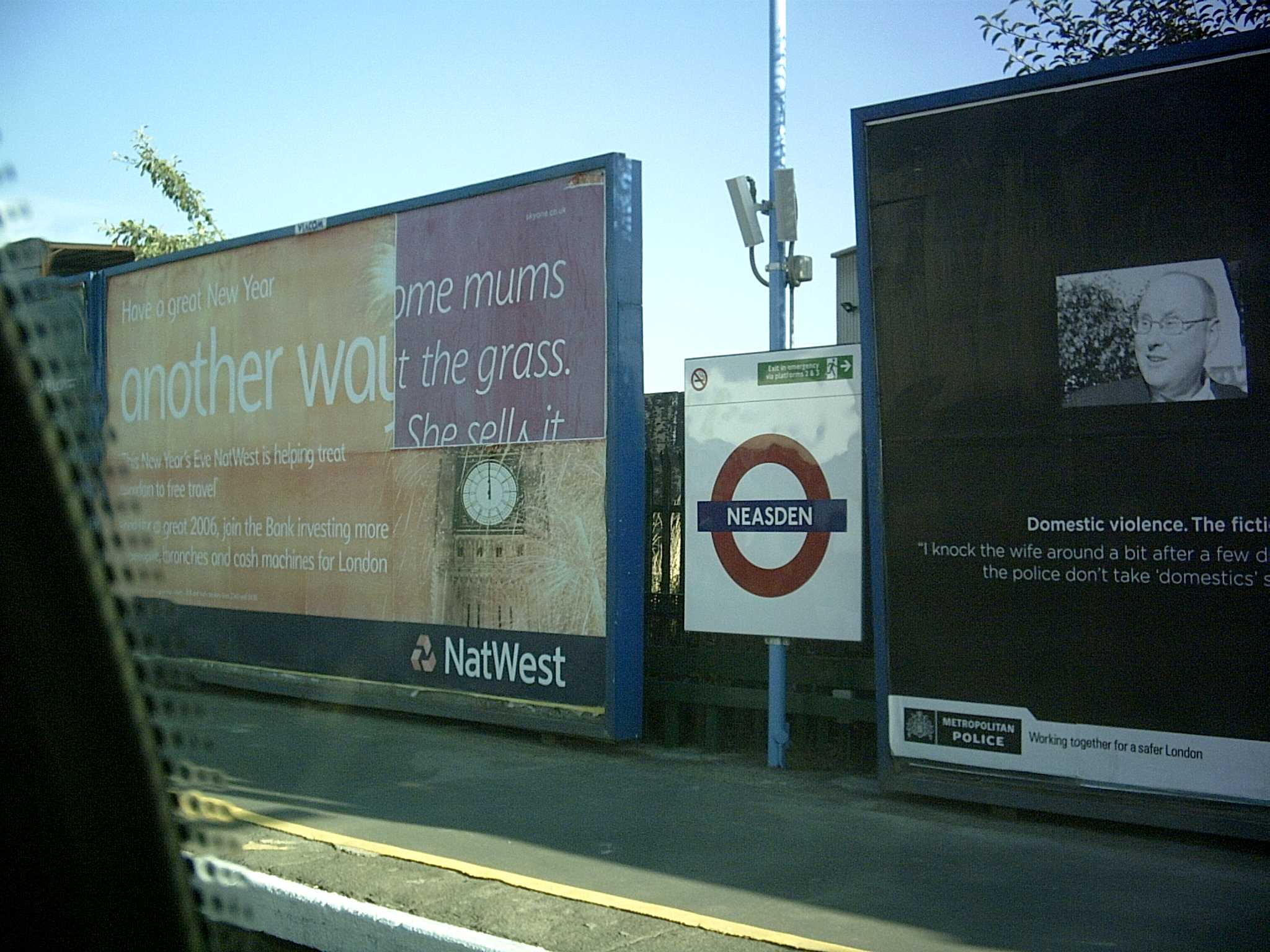